# Erysiphe betae
Erysiphe betae (Vañha) Weltzien è un fungo fitopatogeno della famiglia Erysiphaceae e costituisce l'agente eziologico del mal bianco della bietola.

## Ospiti
Il fungo è monofago, essendo in grado di attaccare solo specie appartenenti al genere Beta spp. Lo spettro d'ospiti include tutte le tipologie coltivate di bietola (bietola da zucchero, bietola da foglia e da foraggio), Beta vulgaris ssp. maritima e varie specie selvatiche.

## Sintomatologia e identificazione
La caratteristica principale delle infezioni di Erysiphe betae, è lo sviluppo di un'efflorescenza biancastra polverulenta costituita dal micelio del fungo; inizialmente si osservano macchie circolari che, in caso di forti infestazioni, possono estendersi fino a ricoprire tutta la foglia.
In genere le infezioni partono dalle foglie più vecchie, tipicamente nella zona di giunzione tra la lamina fogliare e il picciolo, sviluppandosi poi sia sulla pagina inferiore che su quella superiore. Le colonie possono essere trovate anche sugli steli e sulle infiorescenze della pianta. L'abbondante produzione di conidi costituisce la principale via di propagazione del fungo. Se le infezioni sono molto forti i tessuti colpiti manifestano clorosi e senescenza precoce.
All'osservazione al microscopio i conidi dalle dimensioni di 30 – 50 µm x 15 – 20 µm si presentano ialini, ovoidali, spesso in catene di 2 – 5 elementi; i cleistoteci sono globosi, di colore nero o marrone scuro con diametro variabile tra 80 – 120 µm. All'interno si osservano 4 – 8 aschi, ciascuno con 2-3 ascospore.

## Biologia ed epidemiologia
Erysiphe betae è un parassita obbligato, favorito da estati calde e secche e da forti escursioni termiche tra il giorno e la notte.
La principale fonte di diffusione della malattia sono i conidi, trasportati dal vento sulle superfici fogliari dove penetrano tramite un appressorio, direttamente attraverso la superficie fogliare o occasionalmente attraverso gli stomi aperti. Dopo la penetrazione si sviluppa un austorio preposto all'assorbimento delle sostanze nutritive. Successivamente, ife secondarie ricoprono la superficie fogliare con formazione di nuovi austori e inizio della formazione dei conidi. L'incontro di ceppi compatibili di E. betae può portare alla riproduzione sessuale con formazione di cleistoteci.

## Difesa
È consigliabile intervenire solo in caso di sintomi molto diffusi con prodotti a base di zolfo o triazoli.